# Henry Gellibrand
Henry Gellibrand, né le 17 novembre 1597 à Londres où il est mort le 16 février 1637, est un mathématicien et astronome anglais.

## Biographie
Curé à Chiddingstone, ami de Henry Briggs dont il a été vraisemblablement l'élève, il termine le travail de celui-ci sur les logarithmes. 
Il occupe la chaire d'astronomie du Gresham College en succession d'Edmund Gunter et soutient le système de Ptolémée contre celui de Copernic. 
Il est célèbre pour ses études sur le champ magnétique terrestre et découvre  que la déclinaison magnétique n'est pas constante mais change avec le temps (1635). 
On lui doit aussi une méthode de mesure de la longitude basée sur des éclipses. 
Il avait été inhumé à la St Peter le Poer, église aujourd'hui disparue.